# مارلون دا سيلفا
مارلون دا سيلفا هو لاعب كرة قدم برازيلي، ولد في 5 فبراير 1990 في بلفورد روكسو في البرازيل. لعب مع ميترا كوكار ‏.

## وصلات خارجية
- مارلون دا سيلفا على موقع قاعدة بيانات كرة القدم.إي يو (الإنجليزية)
- مارلون دا سيلفا على موقع Soccerway.com (الإنجليزية)